# Bonellia thomensis
Bonellia thomensis is een lepelworm uit de familie Bonelliidae.
De wetenschappelijke naam van de soort werd in 1922 door Fischer gepubliceerd.